# Huliyar
 Huliyar  là một thị trấn nhỏ ở miền Nam bang Karnataka, Ấn Độ.